# Mengxianminita
La mengxianminita és un mineral de la classe dels òxids.

## Característiques
La mengxianminita és un òxid de fórmula química (Ca,Na)₂Sn₂(Mg,Fe)₃Al₈[(BO₃)(BeO₄)O₆]₂. Va ser aprovada com a espècie vàlida per l'Associació Mineralògica Internacional l'any 2015. Cristal·litza en el sistema ortoròmbic. Representa un nou tipus d'estructura i una combinació única d'elements. Altres minerals d'estany i bor són la nordenskiöldina, la tusionita i la vistepita. Es tracta del tercer mineral d'estany i beril·li després de la sverigeïta i la sørensenita.

## Formació i jaciments
Va ser descoberta al jaciment d'estany polimetàl·lic de Xianghualing, al comtat de Linwu de la prefectura de Chenzhou (Hunan, República Popular de la Xina). Es tracta de l'únic indret on ha estat trobada aquesta espècie mineral. Aquest jaciment és també la localitat tipus d'altres quatres espècies: la balipholita, la ferrotaaffeïta-2N'2S, la hsianghualita i la liberita.